# Pernis celebensis
Il pecchiaiolo barrato (Pernis celebensis Wallace, 1868) è un rapace della famiglia degli Accipitridi.

## Descrizione
Il pecchiaiolo barrato misura 50-58 cm di lunghezza e ha un'apertura alare di 110-125 cm. Si differenzia dal pecchiaiolo occidentale e dal pecchiaiolo orientale per la presenza di una cresta sulla nuca, più breve, comunque, di quella del pecchiaiolo delle Filippine. Rispetto ai primi due ha inoltre ali più brevi. L'adulto ha vertice nero, regione dorsale marrone, coda di colore più chiaro con larghe bande trasversali nerastre e 2-3 barre basali più sottili; la gola è bianca e il petto è color camoscio-rossiccio con striature nerastre, così come l'addome. Il giovane ha una colorazione molto più chiara di quella dell'adulto, un numero di striature minore sulla regione ventrale, e 5 barre scure sulla coda. Il dimorfismo sessuale è pressoché assente, ma la femmina è più grande del maschio del 5% circa. L'iride è gialla nell'adulto e marrone nel giovane, mentre cera e zampe sono di colore variabile dal giallognolo al giallo.
Come altri rappresentanti del genere Pernis, ha sviluppato un piumaggio dai disegni molto simili a quelli di altri rapaci più forti e aggressivi, nello specifico l'aquila dal ciuffo di Sulawesi (Nisaetus lanceolatus), in modo da scoraggiare gli attacchi degli Accipitridi più grandi.

## Distribuzione e habitat
Il pecchiaiolo barrato è endemico dell'isola di Sulawesi, ma si rinviene anche su tre isole minori vicine (Peleng, Muna e Buton). Vive, da solo o in coppie, nelle foreste pluviali o ai loro margini, generalmente su terreni collinari o montuosi, ma anche in pianura, ad altitudini comprese tra i 250 e i 1100 m.

## Biologia

### Alimentazione
Come altre specie di pecchiaiolo, anche questa specie si è probabilmente specializzata a nutrirsi di nidi, larve, pupe e forse adulti di vespe, api e altri imenotteri sociali. Tuttavia, i resti di uccelli rinvenuti negli stomaci degli esemplari analizzati lasciano immaginare che si tratti di un predatore opportunista, capace, all'occorrenza, di catturare anche invertebrati o piccoli vertebrati. Caccia dal posatoio, seguendo gli imenotteri in volo per localizzarne il nido, ed è capace anche di catturare gli insetti in volo.

### Riproduzione
Il comportamento riproduttivo del pecchiaiolo barrato è molto poco conosciuto. Tuttavia, nidi con uova sono stati rinvenuti nel mese di maggio, mentre una femmina pronta a riprodursi è stata abbattuta in settembre. Ciascuna nidiata è composta da 2 uova. I periodi di incubazione e di involo sono sconosciuti.